# Anii 2060
Anii 2060 reprezintă un deceniu care va începe la 1 ianuarie 2060 și se va încheia la 31 decembrie 2069.

## Capsula  timpului
- 1 septembrie 2061: Capsula Timpului de la St. Gabriel School din Biggar, Saskatchewan, Canada, va fi descuiată la cea de-a 150-a aniversare a divizii școlare. A fost sigilată pe 11 septembrie 2011.
- 2068: Monumentul Helium Centennial Time Columns va fi deschis la 100 de ani de la închiderea sa din 1968.

## Evenimente

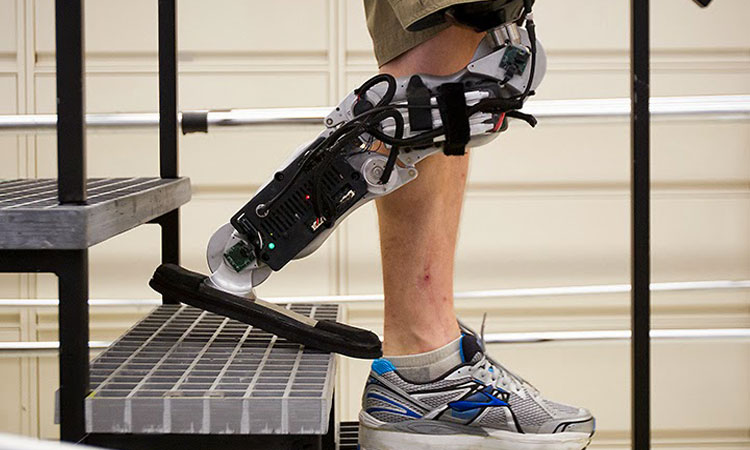
Persoană deplasându-se cu un picior bionic

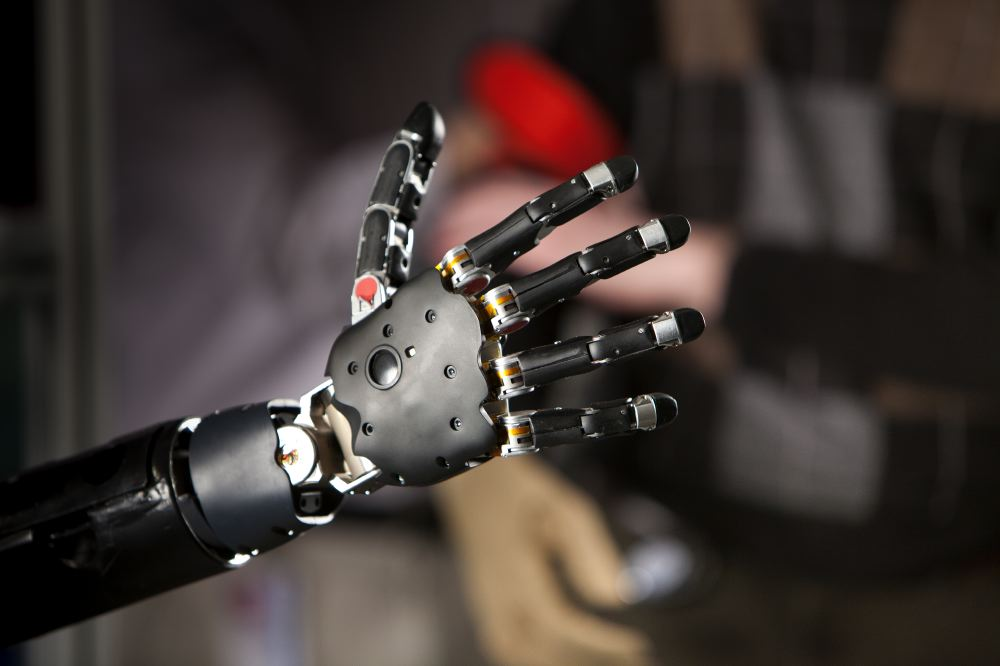
Braț bionic

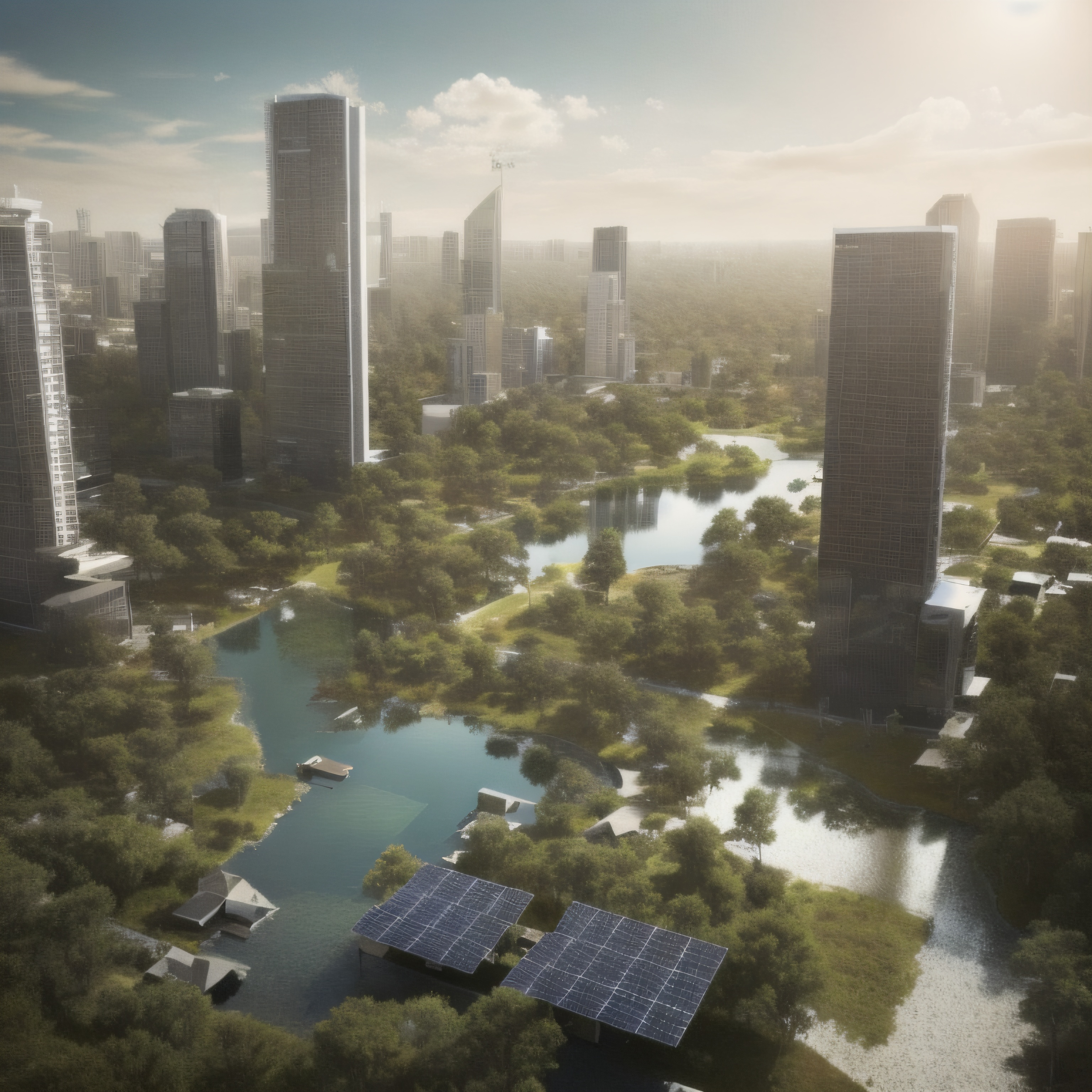
Utilizarea panourilor solare la scară largă

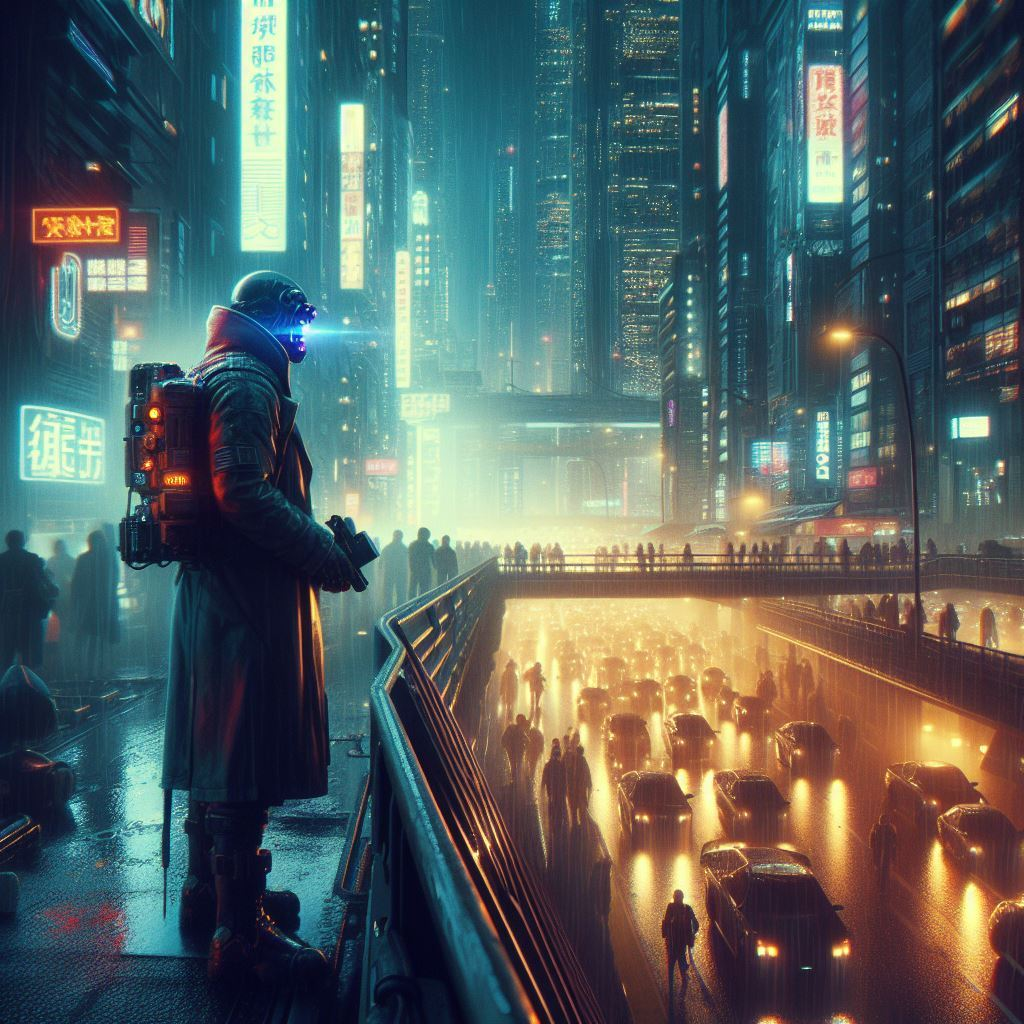
Centrul unui oraș cyberpunk al viitorului

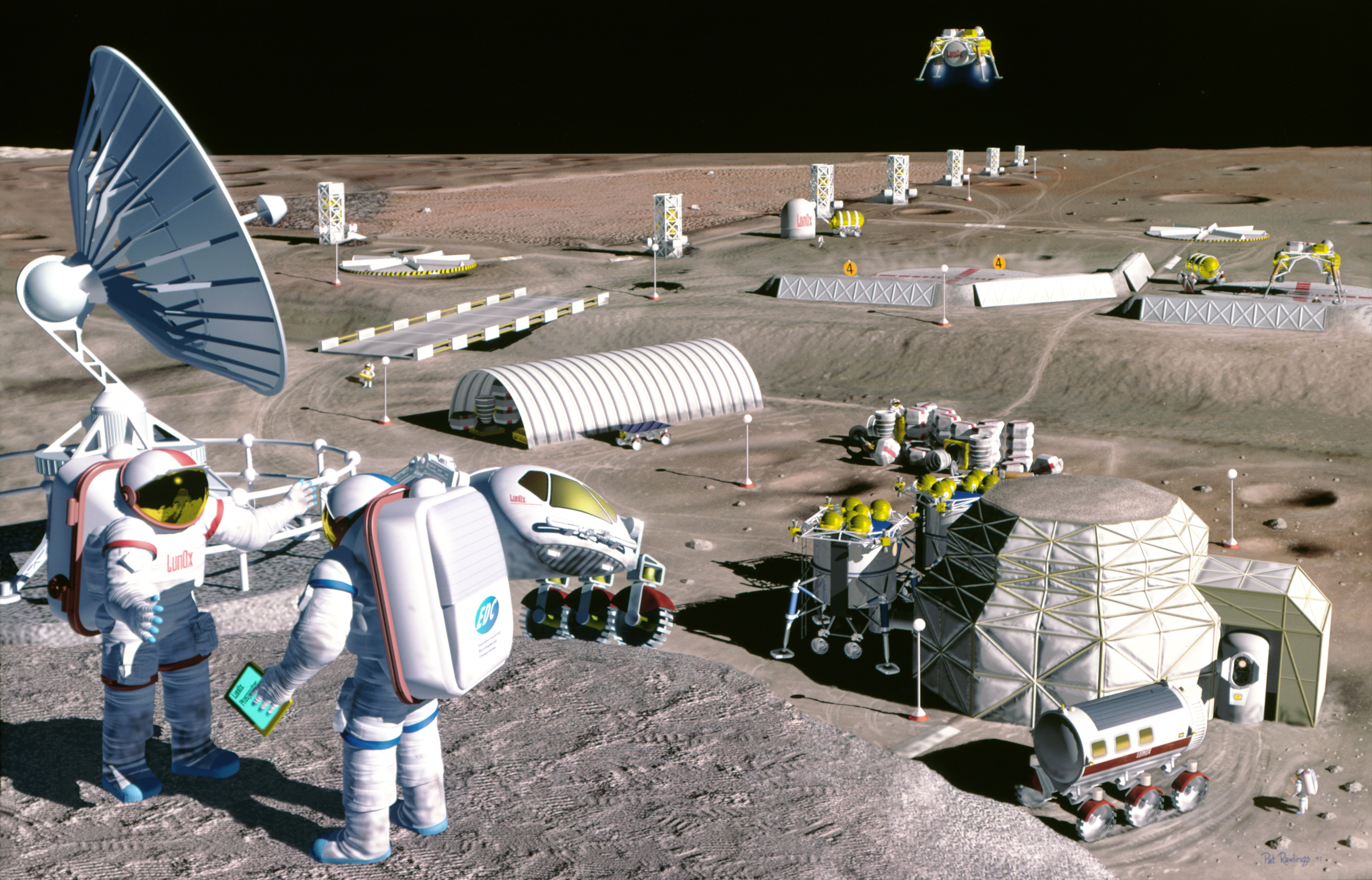
Prima bază permanentă pe Lună ar putea efectua activități de minerit

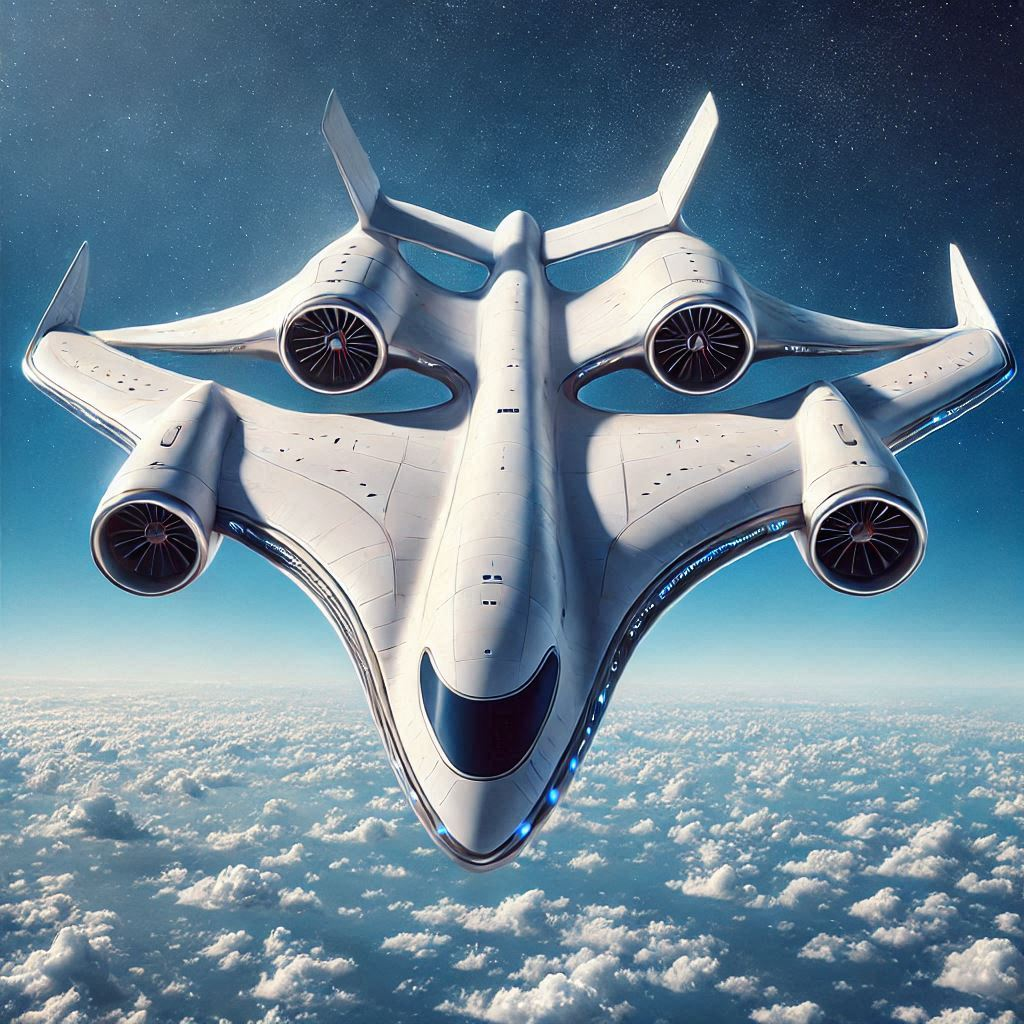
Prototip de avion al viitorului - imagine generată de inteligența artificială

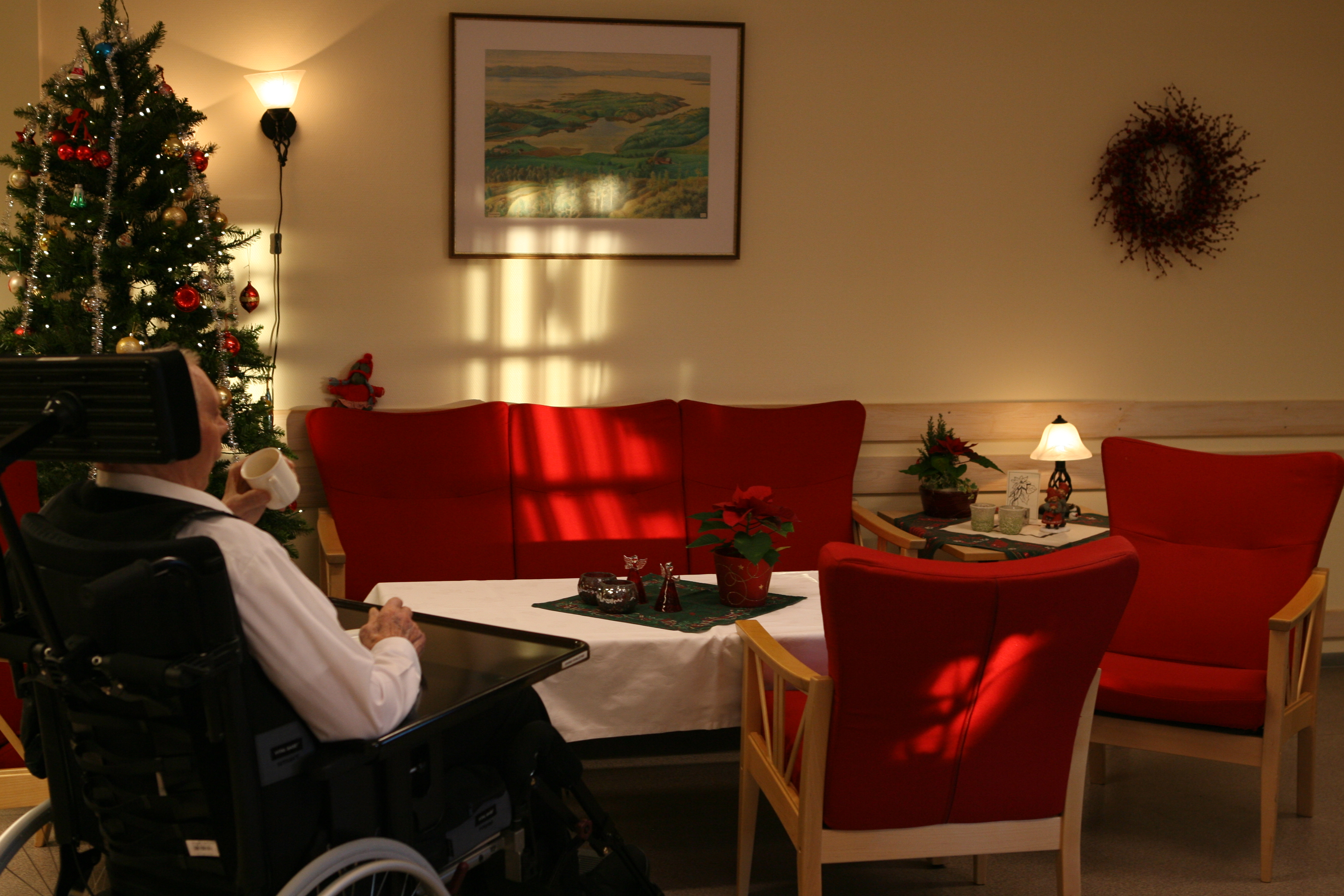
Durata medie de viață va crește, dar populația Europei va deveni imbătrânită

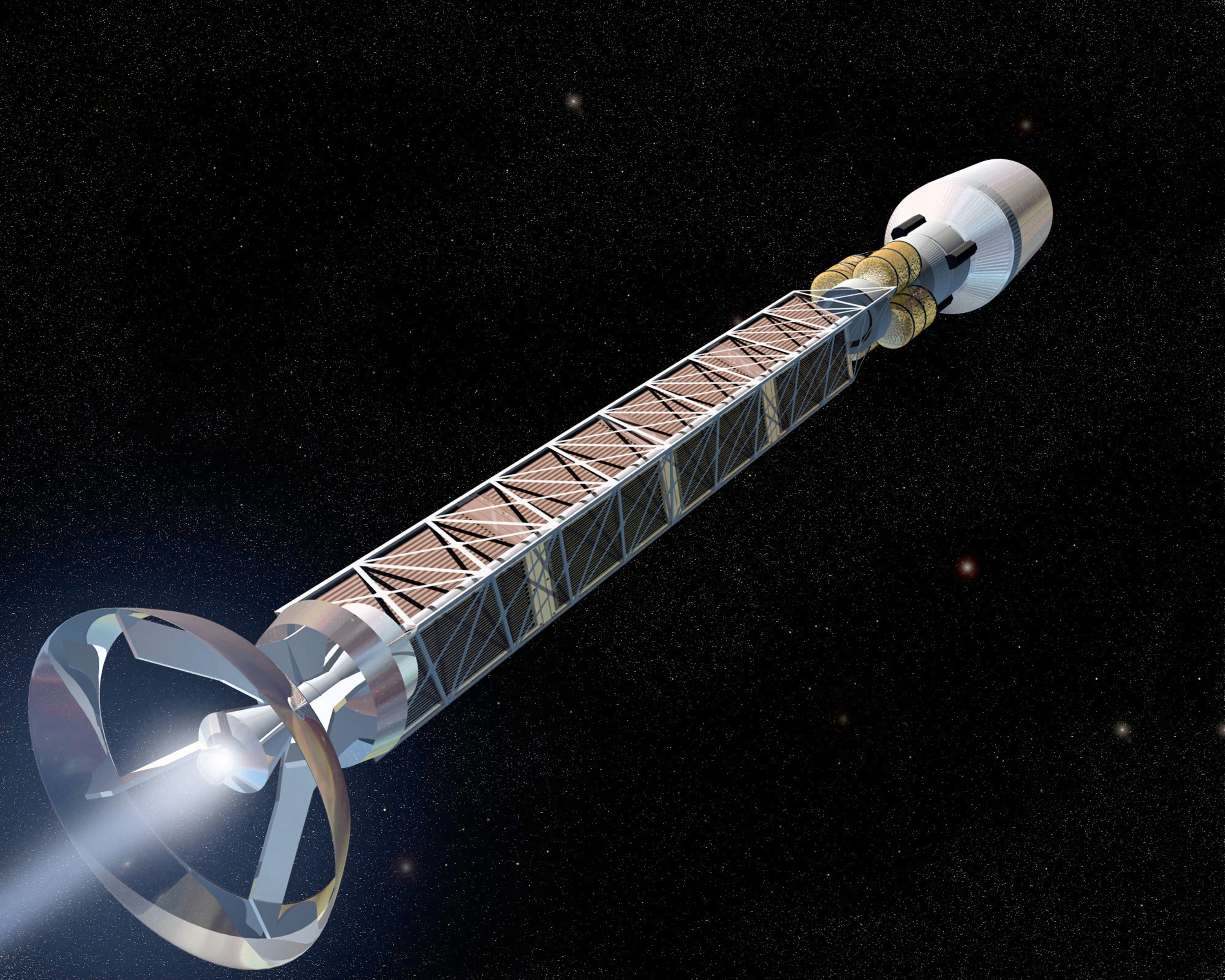
Model de rachetă cu motor anti-materie

Nanobot

### 2060
- Un studiu publicat de Nature Medici estimează creșterea numărului oamenilor diagnosticați cu demență la 1 milion în 2060.  [1]
- O treime din populație va utiliza panourile solare conform estimărilor Agenției Internaționale Energetice. [2]
- Barierele pentru combaterea inundațiilor sunt ridicate la New York. [3]
- Clima Regatului Unit va deveni mediteraneană, iar coastele din Marea Mediterană vor fi lovite frecvent de cicloane tropicale.[4]
- Biroul federal de statistică estimează că populația Germaniei va scadea la 65-70 de milioane până în 2060. Speranța medie de viață crește, ajungând la 84,6 ani pentru bărbați și 89,1 pentru femei până în 2060, o creștere de 7,9 ani pentru bărbați și 6,6 ani de viață pentru femei comparativ cu anul 2010. [5] [6]
- Salman Khan, fondatorul Academiei Khan, un furnizor de educație online non-profit, susține ca până în 2060, trei schimbări majore vor avea loc în educație: o schimbare în modelul de clasă, o schimbare în modelul credential și o schimbare în rolul instructorului. Școlile și sălile de clasă tradiționale vor disparea în mare parte până în 2060. Profesorii vor fi înlocuiți cu programe și instructori cu inteligență artificială, iar studenții vor participa la cursuri descentralizate în format virtual. Traducătorii universali electronici vor elimina toate barierele lingvistice pe care astfel de clase internaționale le-ar fi experimentat în trecut.[7]
- Vor fi extinse tratamentele anti-îmbătrânire. [8]
- Vor fi proiectate primele clǎdiri din material nanotehnologic. [9]
- Majoritatea atleților cu dizabilități vor putea să-și implanteze augmentari biomecanice. [10]

### 2061
- Dezvoltatorul de sofrware Gavin Andresen prevede că prețul unei criptomonede Bitcoin va fi de 6 milioane de dolari în 2061. [11]
- Companiile private își vor desfășura activitățile de minerit pe Lună pentru extragerea helium-3. [12]
- Expirarea acordului privint apă potabilă dintre Malaezia și Singapore.
- 28 iulie: Cometa Halley va putea fi revăzută din nou, atingând perihelionul, cel mai apropiat punct față de Soare, ultima oară petrecându-se un astfel de eveniment pe 9 februarie 1986.

### 2062
- Populația Indiei va depăși 1,701 miliarde în 2062, potrivit raportului Națiunilor Unite (ONU). În prezent, India este cea mai populată țară din lume și este probabil să rămână așa până la sfârșitul secolului, potrivit Business Standard. [13]

### 2063
Pentru a promova filosofia panafricanismului, Uniunea Africană a lansat Agenda 2063 încă din 2013. Prin Agenda 2063, Uniunea își propune să coordoneze transformarea și dezvoltarea  Africii și să o protejeze de toate problemele care o afectează. Obiectivele prioritare sunt dezvoltarea agricolă, integrarea regională, soluționarea conflictelor, dezvoltarea capitalului uman, gestionarea resurselor naturale și industrializarea.

### 2064
- Oposumul lui Leadbeater va deveni o specie pe cale de dispariție. [15]
- În 2064, oamenii vârstnici vor fi îngrijiți de roboți, iar nanoboții  care circulă în fluxul sanguin vor transmite date în timp real medicilor despre starea sănătății. Mulți oameni vor avea la îndemână „asistenți personali digitali”. [16]

### 2065
- Potrivit unui scenariu sarcastic publicat pe Huffpost, în anul 2065, oamenii vor călători pe Marte, companiile de taximetrie vor intra în faliment din cauza companiilor de ride-sharing, iar internauții, care vor purta ochelari inteligenți Google,  vor fi obligați să-și facă EKG pentru a se loga pe Facebook. Pasagerii care vor opta pentru Hyperloop vor circula cu viteza maximă de 800 km/oră între marile orașe. Melodiile lui Justin Bieber vor deveni irelevante, se vor fabrica păpuși Barbie supraponderale, iar History Channel va difuza documentare despre cel de-al Treilea Război Mondial. [17]
- 11 noiembrie: Tranzitul lui Mercur.
- 22 noiembrie: Venus va eclipsa Jupiter, ultima oară având loc un astfel de eveniment pe 3 ianuarie 1818.

### 2066
- Populația cu vârste de peste 100 de ani va creșe în Regatul Unit la o jumătate de milion de oameni.[18]
- Populația Regatului Unit ajunge la 77 de milioane de locuitori. [19]
- Populația Franței va ajunge la 73 milioane de locuitori.  [20]
- Stratul de ozon deasupra Antarcticii s-ar putea reface. [21]

### 2067
- 15 februarie: Toate melodiile apărute înainte de 15 februarie 1972 vor deveni domeniu public în SUA după expirarea termenilor privind drepturile de autor. [22]
- 15 iulie: Mercur va eclipsa Neptun.
- octombrie: Mesajul SETI ajunge la destinație, către steaua HD 178428.
- Se vor dezvolta primele motoare anti-materie pentru nave spațiale. [23]
- Organizația non-profit Detroit Future City a elaborat un plan solid pe 50 de ani. Sociologul Amy Webb, director al Institutului Future Today, anticipează că Detroit va deveni un centru urban „vibrant”, cu o rotație a forței de muncă, precum și magazine, buticuri, curățătorii, restaurante moderne și galerii de artă. R. Khari Brown, profesor de sociologie la Universitatea de Stat Wayne, specializat în rasă, religie și politică, a spus că „granițele rasiale s-ar putea schimba”, adăugând că Detroit va fi segregat între cartiere și „centrul orașului”. [24]

### 2068
Majoritatea zborurilor pe distanțe scurte vor fi efectuate de avioane cu motoare electrice mai mici care vor permite propulsia distribuită, precum cea găsită în prototipul X-57 al NASA. Taxiurile zburătoare vor deveni realitate. 
- Conform futuristului David Passig, se va construi primul oraș subacvatic.
- Probabilitate scăzută de 1 la 150,000 ca asteroidul 99942 Apophis să se prăbușească pe Pământ. [26]

### 2069
- NASA plănuiește o misiune interstelară pentru a căuta viață în afara sistemului nostru solar, prin a trimite o sondă spațială care să călătorească până în sistemul Alpha Centauri.  Ambițioasa misiune ar necesita o navă care ar trebui să călătorească cu cel puțin 10% din viteza luminii. Constelația Alpha Centauri se află la 4,4 ani-lumină distanță. Chiar dacă s-ar putea atinge o viteză record de o zecime din viteza luminii, sondei spațiale i-ar trebui 44 de ani pentru a efectua călătoria. Nava ar ajunge în cel mai apropiat sistem solar în anul 2113. [27]
- noiembrie: Un alt mesaj SETI trimis din 1999 va ajunge la destinație către steaua Cygni 16.
- Aniversarea a 100 de ani de la prima aselenizare pe Lună. În prezent, toate drapelele americane amplasate pe Lună au devenit albe din cauza radiațiilor ultraviolete ale Soarelui.[28]

## Predicții religioase/spirituale

### 2060
- Isaac Newton a prevestit că sfârșitul lumii va veni în 2060 după interpretările sale bibilice.[29][30]

### 2062
- Astrologul Dane Rudhyar, simpatizant al mișcării New Age, a prevestit în 1972 că Epoca Vărsătorului va începe în 2062.  [31]

### Filme & Seriale

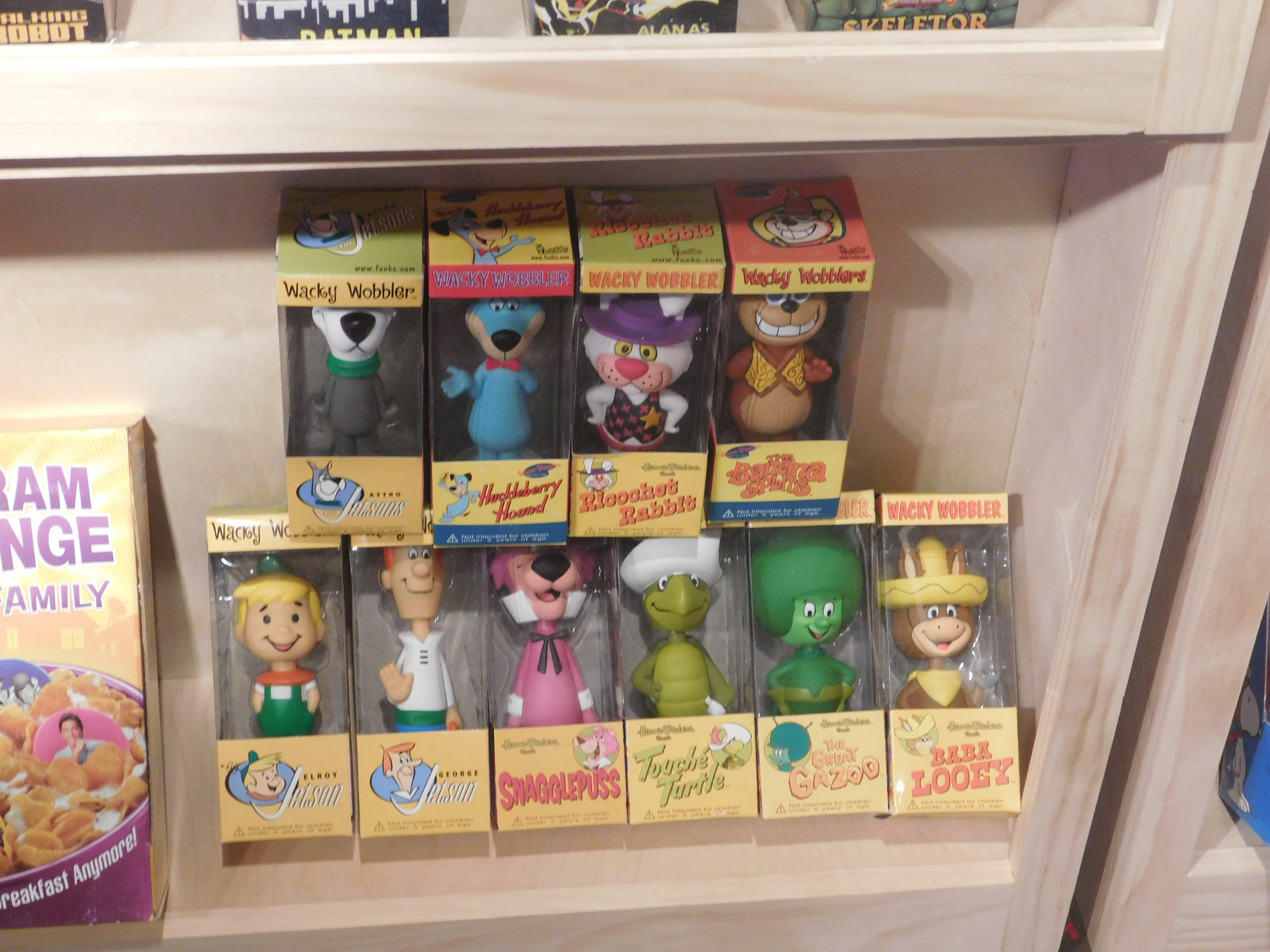
Figurine cu personaje din serialul „The Jetson”

### Jocuri video
